# 45300 Тевревк
45300 Те́вревк (45300 Thewrewk) — астероїд головного поясу, відкритий 1 січня 2000 року.
Тіссеранів параметр щодо Юпітера — 3,192.
Назва на честь Аурел Тевревк (Thewrewk) (нар. 1921), який був директором Обсерваторії Уранія і планетарію в Будапешті. Пізніше - почесний президент Угорської астрономічної асоціації, визнаний експерт з історії астрономії.